# 蔵岡伸二
蔵岡 伸二（くらおか しんじ、1955年12月24日 - ）は、熊本県出身のプロゴルファー。

## 来歴
東海大学付属第二高等学校卒業。
16歳からゴルフを始め、1987年にプロ入りする。
1989年の九州オープンでは2日目を終わって3連覇を狙う友利勝良と巻き返しかける吉村金八がイーブンパーの首位タイに並んでいたが、蔵岡は首位に1打差でスタート。3日目雨天中止で迎えた最終日36ホールは、前半の18ホールを終わって69で回った単独首位に立った友利を3打差2位で追いかける形になったが、後半の18ホールに入ってスコアを落とした友利に追いつきプレーオフとなる。プレーオフ1ホール目で友利がボギーを叩き、パーをセーブした蔵岡がプロ初勝利を挙げる。蔵岡は1988年の賞金ランキングでは45万円で248位であり、プロ入り後12試合目にしての初勝利となった。
1991年には東急大分オープンで優勝し、1994年のPGAフィランスロピーでは芹澤信雄・桑原克典と並んでの9位タイに入り、1995年の久光製薬KBCオーガスタを最後にレギュラーツアーから引退。
1998年にはミズノ・TKUオープンで6位タイに入り、2000年には東急大分オープン2勝目を挙げ、シニア入りした2006年は賞金ランク31位で惜しくもシード権を逃した。
予選会トップの成績で参戦した2007年は開幕戦のアデランスウェルネスオープンで7位タイに入るとファンケルクラシック8位タイ、ビックライザック6位タイと好調なゴルフが続き、最終戦の鬼ノ城シニアでも8位タイとする健闘を見せ、賞金ランク21位で悠々のシード入りを決めた。
2009年には東急大分オープン3勝目を挙げた。

## 主な優勝
- 1989年 - 九州オープン
- 1991年 - 東急大分オープン
- 2000年 - 東急大分オープン
- 2009年 - 東急大分オープン